# 第十四合组军团
第十四合组军团（拉丁語：Legio XIV Gemina）古罗马军队建制名称。由尤利乌斯·凯撒于公元前41年建立并存在至5世纪。标志为鹰和摩羯（半鱼半山羊），自3世纪之后，只使用摩羯座。该军团曾先后参加高卢战争、镇压西西里起义、入侵不列颠、达契亚战争等一系列相关军事活动，具有重要地影响与积极意义。

## 图集

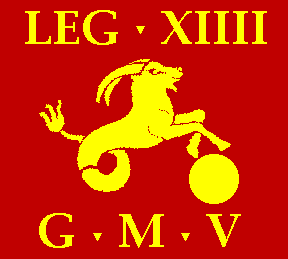
军团模拟重现时的简化标志
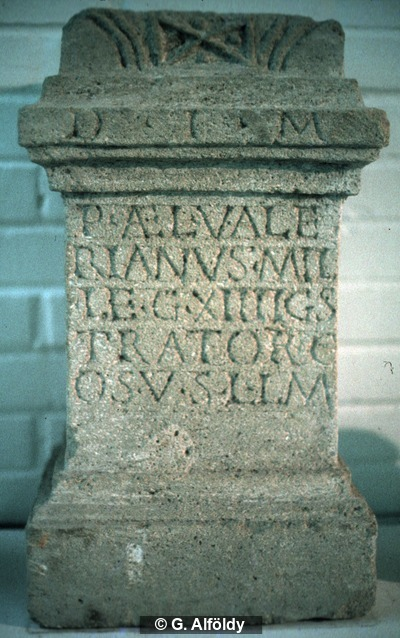
铭文，存于巴特多伊奇—阿尔滕堡的博物馆
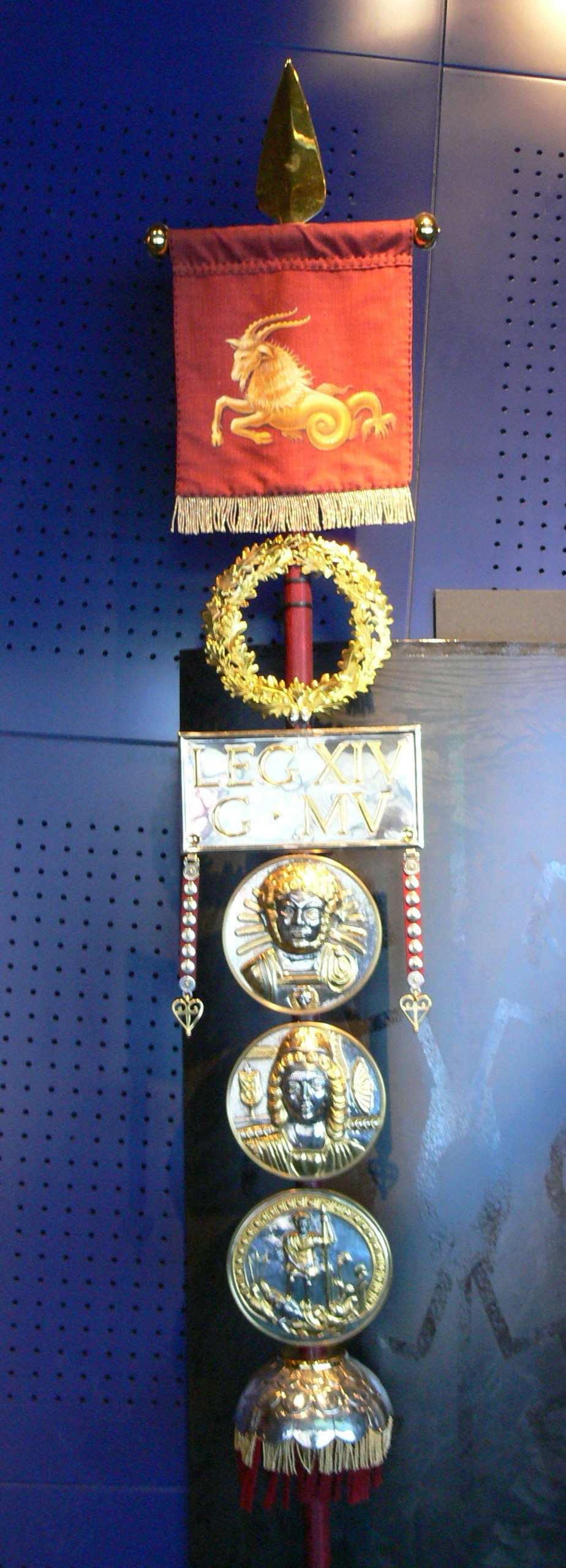
军团标志，复制品，存于巴特多伊奇—阿尔滕堡的博物馆
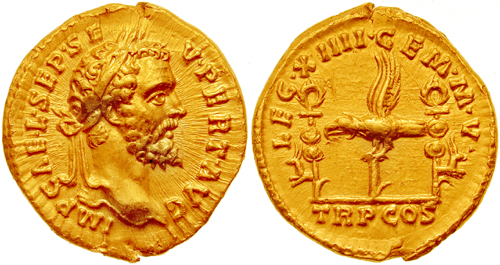
塞普蒂米乌斯·塞维鲁与军团